# Paraphiloscia elongata
Paraphiloscia elongata är en kräftdjursart som beskrevs av Albert Vandel1970. Paraphiloscia elongata ingår i släktet Paraphiloscia och familjen Philosciidae. Inga underarter finns listade i Catalogue of Life.